# Back to Broadway
| Оценки критиков      | Оценки критиков |
| Источник             | Оценка          |
| -------------------- | --------------- |
| AllMusic             | [ 1 ]           |
| Entertainment Weekly | C+              |
| Music Week           | [ 3 ]           |

Back to Broadway (с англ. — «Обратно на Бродвей») — двадцать шестой студийный альбом американской певицы Барбры Стрейзанд, выпущенный под эгидой Columbia Records и спродюсированный Дэвидом Фостером, а также Эндрю Ллойдом Уэббером. Пластинка вышла 13 июня 1993 года в Северной Америке и Европе на компакт-дисках, и на день позже в Нидерландах на Грампластинках. Альбом представляет самой записи санные Барброй на Бродвее композиции, ранее не вошедшие в The Broadway Album или записанные заново. В первую неделю продаж Back to Broadway достиг первой позиции в национальном американском чарте с 189 000 проданных копий. На 36-й церемония вручения наград «Грэмми» запись была номинирована за лучшее традиционное вокальное поп исполнение, но уступила работе Тони Беннетта Steppin' Out. По состоянию на 2012 год альбом был сертифицирован Американской ассоциацией звукозаписывающих компаний как дважды платиновый.

## Список композиций
| №   | Название                            | Длительность |
| --- | ----------------------------------- | ------------ |
| 1.  | «Some Enchanted Evening»            | 3:52         |
| 2.  | «Everybody Says Don't»              | 2:34         |
| 3.  | «The Music of the Night»            | 5:35         |
| 4.  | «Speak Low»                         | 4:08         |
| 5.  | «As If We Never Said Goodbye»       | 4:44         |
| 6.  | «Children Will Listen»              | 4:09         |
| 7.  | «I Have a Love/One Hand, One Heart» | 4:44         |
| 8.  | «I've Never Been in Love Before»    | 3:49         |
| 9.  | «Luck Be a Lady»                    | 3:31         |
| 10. | «With One Look»                     | 3:32         |
| 11. | «The Man I Love»                    | 3:39         |
| 12. | «Move On»                           | 5:24         |

## Позиции в чартах
| Chart (1993)                     | Высшая позиция |
| -------------------------------- | -------------- |
| Австралия (ARIA)                 | 3              |
| Австрия (Ö3 Austria)             | 37             |
| Канада (RPM Top Albums/CDs)      | 6              |
| Нидерланды (Album Top 100)       | 38             |
| Германия (Offizielle Top 100)    | 81             |
| Новая Зеландия (RMNZ)            | 11             |
| Швеция (Sverigetopplistan)       | 32             |
| Великобритания (UK Albums Chart) | 6              |
| США (Billboard 200)              | 1              |

| Чарт (1993)           | Высшая позиция |
| --------------------- | -------------- |
| Canadian Albums Chart | 56             |

## Сертификации
}
}
}
| Регион | Сертификация  | Продажи    |
| --- | ------------- | ---------- |
| Канада (Music Canada) | Платиновый    | 100 000^   |
| Великобритания (BPI) | Золотой       | 100 000^   |
| США (RIAA) | 2× Платиновый | 2 000 000^ |
| * Данные о продажах приведены только на основе сертификации. ^ Данные о тиражах приведены только на основе сертификации. |               |            |